# Blatný potok
Blatný potok (też: Blatnica, Chotárny potok; pol. Błotny Potok) – potok w Wewnętrznych Karpatach Zachodnich w południowo-wschodniej Słowacji. Długość 13 km. Spływa m.in. przez Dolinę Zadzielską, którą sam wyrzeźbił w wapieniach budujących płaskowyże Krasu Słowacko-Węgierskiego.
Źródła potoku znajdują się na wysokości ok. 960 m n.p.m. na wsch. stokach góry Osadník w Grupie Pipitki w Górach Wołowskich, a więc na obszarze zbudowanym ze skał nieorganicznych: piaskowców, zlepieńców i łupków. Spływa początkowo w kierunku wschodnim, po czym skręca ku południowemu wschodowi i wpływa w granice Krasu Słowacko-Węgierskiego. Tu płynie w kierunku pd.-wsch, a następnie pd., by w miejscowości Zádiel opuścić obszar krasowy. W dolnym biegu przecina w poprzek równoleżnikowo wydłużoną Kotlinę Turniańską, po czym po jej przeciwnej stronie, u stóp wschodniej końcówki płaskowyżu Dolnego Wierchu, na wysokości ok. 182 m n.p.m., uchodzi do rzeki Turňa jako jej lewobrzeżny dopływ.
Na obszarze górskim tworzy długą na 9 km dolinę, nazywaną w górnym odcinku (od źródeł po ujście Baksovej doliny) Doliną Blatnicką (słow. Blatnicka dolina), zaś w dolnym odcinku Doliną Zadzielską. Ten dolny odcinek, o postaci głębokiego kanionu o skalistych ścianach, jest jednym z najpiękniejszych na Słowacji przykładów doliny krasowej.